# فرودگاه ولانسین - دونن
فرودگاه وَلانسیِن-دُنَن (به فرانسوی: Aéroport de Valenciennes - Denain) یک فرودگاه است که یک باند فرود آسفالت دارد و طول باند آن ۱۷۱۰ متر است. این فرودگاه در کشور فرانسه قرار دارد و در ارتفاع ۵۴ متری از سطح دریا واقع شده است.